# 上越市高田城址公園野球場
上越市高田城址公園野球場（じょうえつしたかだじょうしこうえんやきゅうじょう）は、新潟県上越市本城町の高田城址公園内にある野球場。施設は上越市が所有している。

## 概要・歴史
1949年7月、当時の高田市に高田市営球場（たかだしえいきゅうじょう）として竣工。1971年、高田市が直江津市と新設合併し「上越市」となったのに伴い上越市営球場に改称し、その後上越市高田公園野球場となり、2020年4月に現名称となった。開場以来高校野球、社会人野球などアマチュア野球公式戦が行われている他、かつてはプロ野球公式戦も数度開催された。最後に開催された一軍公式戦は1981年のパ・リーグ公式戦・南海ホークス対西武ライオンズ戦である（上越市合併10周年記念事業の一環）。2007年からはベースボール・チャレンジ・リーグの新潟アルビレックス・ベースボール・クラブが毎年1 - 2試合、主催公式戦を開催している。
一塁側から左翼側にかけての場外は高田城の濠に面している。この濠の畔にはサクラが植栽してあり、毎年4月上旬から中旬に掛けてはサクラが咲く下でプレーすることもできる。
上越市は1980年代後半、2万人前後を収容可能な新たな市営球場を市郊外に建設する構想を発表したことがあるが、その後財政難などの影響で計画は頓挫。結果として高田公園野球場は現在に至るまで、市の中心的な野球の競技施設として供用されている。
築半世紀を越えた2000年代には老朽化が顕著になった。その時点ではスタンドは内外野とも土盛りで座席は設けられておらず、内野スタンドはコンクリートブロックで土止めして階段状に観客席が設けられているのみであった。また外野スタンドも芝生がほとんど生え揃わず、観客はいずれも地面に直接座る形であった。
2004年には両翼を90mから95mに拡張するなどフィールド部分の改修が検討されたこともあるが、この時点では具体化には至らなかった。しかし高校野球やBCリーグの開催時を中心に、利用者から設備不備が指摘され続けていた。市は2010年秋から2億4500万円をかけて改修事業を実施し、ネット裏のメインスタンドを全面改築した。土盛りスタンドを撤去してコンクリート造に改築し、スタンドには座席を設置された。またスタンド下にはシャワー付きのロッカールーム、本部室、審判室、記者室を整備し、バリアフリー対策として車椅子席の新設など設備改善を施した上で、2012年春に竣工・供用再開された。
さらに、2014年には高校野球試合の開催を可能にするため、外野の両翼を95mに拡張するとともにスコアボードも手書きからLEDの電動式に更新するほか、サブスタンドのコンクリート化などの改修が実施され、2015年4月に供用再開された。4月29日には5年ぶりの高校野球公式戦となる春季北信越高校野球県大会がおこなわれ、5月6日には改修完成を記念して、元NPB選手と地元の野球愛好者選抜チームによる「ドリーム・ベースボール」が開催された。

## 主なエピソード
- 前述の1981年8月22日に開催された南海対西武戦では、当時西武に在籍していた田淵幸一が左翼場外の濠に直接飛び込む本塁打を放っている。またこの試合は6回降雨コールドで西武が勝利したが、先発投手の杉本正は4回1/3で降板したものの公認野球規則10.19b（勝利投手の規定）の適用外とされ、勝利投手となった。

## 施設概要
- 両翼：95m、中堅：120m
- 内野：クレー舗装、外野：天然芝（高麗芝）
- スコアボード：LED電光表示式
- 照明設備：6基
- 収容人員：7,000人（公称）

## 交通
- えちごトキめき鉄道高田駅より徒歩約20分
- 北陸自動車道・上越ICより車で10分
- 上信越自動車道・上越高田ICより車で10分

## 公園内その他の施設
- 上越市高田城址公園陸上競技場